# Eochaid I.
Eochaid I., genannt Eochaid Buide († 629), war von ca. 608 bis 629 König des irisch-schottischen Königreiches Dalriada.
Nachdem seine älteren Brüder ermordet worden waren, folgte Eochaid seinem Vater Aidan auf den Thron. Der Beiname Buide bedeutet „der Gelbe“ und bezieht sich wohl auf sein blondes Haar. Er nahm die von König Edwin aus Northumbria vertriebenen Prinzen Oswald und Oswiu auf. 622 besiegte Eochaid die Uí Néills in der Schlacht von Cenn Delgthan.
Nachdem Thronfolger Conaing 622 auf See umgekommen war, wurde Connad zum Nachfolger bestimmt, der von seinem Vater Eochaid 629 den Thron übernahm.